# Prezydent Gottwald (1939)
Prezydent Gottwald – drobnicowiec zbudowany w 1942 (zwodowany w 1939) w niemieckiej stoczni Lübecker Flender Werke AG w Lubece.
Zbudowany w III Rzeszy dla norweskiego armatora, został po wybuchu II wojny światowej zarekwirowany. Pływał pod niemiecką banderą jako „Warthe”. Uszkodzony przez torpedę, oczekiwał w Gotenhafen na dok i tu 18 grudnia 1944 w czasie alianckiego nalotu zatopiono go trzema bombami lotniczymi. Podniesiony z dna 6 września 1946 przy udziale ratowników duńskich, został oddany do Stoczni Gdańskiej celem odbudowy. Wszedł do służby w spółce Gdynia–Ameryka Linie Żeglugowe 6 maja 1949 jako „Warta” i początkowo pływał na linii południowoamerykańskiej.
Jako pierwszy statek w historii Polskiej Marynarki Handlowej wyruszył 1 lipca 1950 w rejs do Chin i  2 października 1950 dotarł do Tiencinu. Po przejęciu 1 stycznia 1951 przez Polskie Linie Oceaniczne pływał na zainaugurowanej przez siebie linii dalekowschodniej w czarterze Chipolbroku.
Dla uczczenia pamięci zmarłego prezydenta Republiki Czechosłowackiej Klementa Gottwalda przemianowano go 19 marca 1953 na „Prezydent Gottwald”.
W czasie kolejnego rejsu do Chińskiej Republiki Ludowej, 13 maja 1954 został zatrzymany na Morzu Wschodniochińskim przez jednostki marynarki wojennej Republiki Chińskiej, a następnie zarekwirowany i uprowadzony do portu Kaohsiung na Tajwanie. Do Polski wróciło 26 maja 1955  20 marynarzy. Dwaj zmarli podczas internowania, a pozostali poprosili o azyl polityczny. Statek później prawdopodobnie pływał pod banderą tajwańską jako „Ho Lan”.